# Radiofòrmula

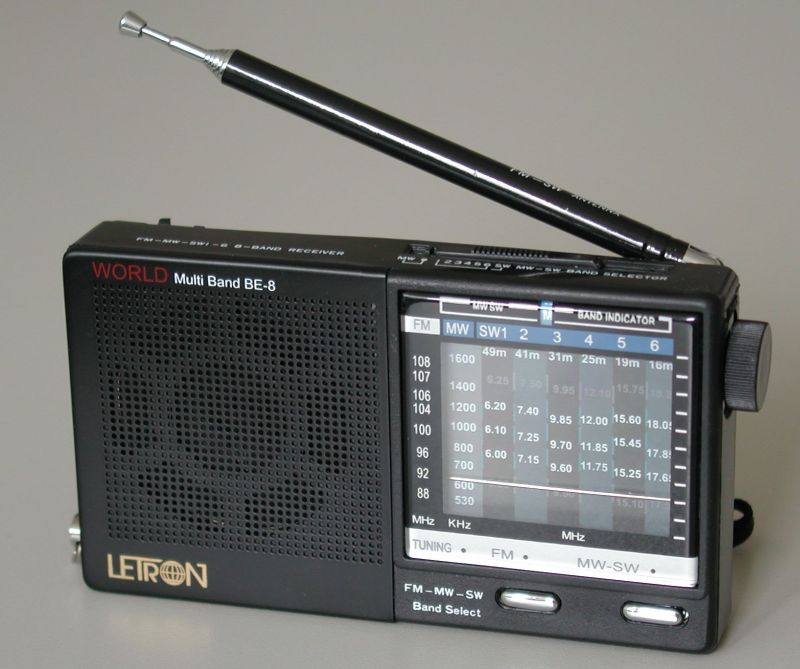
Aparell per escoltar la ràdio

Una radiofòrmula és una emissora de ràdio que té un model de programació monotemàtic. No s'ha de confondre amb les ràdios especialitzades ni amb els programes temàtics que algunes emissores inclouen dins la seva graella de programació. Aquests últims ocupen solament una franja horària, mentre que en el cas de la radiofórmula la graella sencera es dedica a un únic tema.
La programació d'una radiofòrmula manté una estructura formal repetitiva, sense divisió de programes, com si tota la programació correspongués a un programa únic. Dos clars exemples de radiofòrmula són les emissores Radio 5 de Ràdio Nacional d'Espanya i Cadena 100 del grup Ràdio Popular SA. La ràdio portuguesa Cidade FM en seria un altre exemple.
Les radiofòrmules més habituals són les musicals, tant de música clàssica com moderna, i les informatives. Existeixen també altres models de radiofòrmula, com poden ser les dedicades a temes de salut o religiosos, encara que són menys freqüents. La televisió ha adoptat també aquest tipus de format monotemàtic amb cadenes que emeten informació les 24 hores (per exemple, CNN), esports (Teledeporte) o música (Telehit).